# Canon A-1
Pour les articles homonymes, voir A1.
Le Canon A-1 est un appareil photographique reflex mono-objectif commercialisé par la firme Canon entre avril 1978 et 1985.
Il est le premier appareil photographique au monde à bénéficier d'un ordinateur intégré numérique et non plus analogique.

## Caractéristiques

### Les divers modes d'exposition proposés
- Program (P) : l'appareil choisit seul la vitesse et le diaphragme.
- Priorité à la vitesse (Tv) : l'appareil détermine l’ouverture correspondant à la vitesse choisie.
- Priorité à l'ouverture du diaphragme (Av) : l'appareil détermine la vitesse correspondant à l’ouverture choisie.
- Priorité au flash (éclair unique) (uniquement avec les flashes de la série Speedlite) : la vitesse passe automatiquement au 1/60 s et l'ouverture de diaphragme est, elle aussi, déterminée automatiquement par l'appareil.
- Manuel : le photographe choisit manuellement la vitesse et l'ouverture du diaphragme. Nécessite que l'objectif ne soit pas sur la position A et que la molette de choix de programme soit en position Tv.

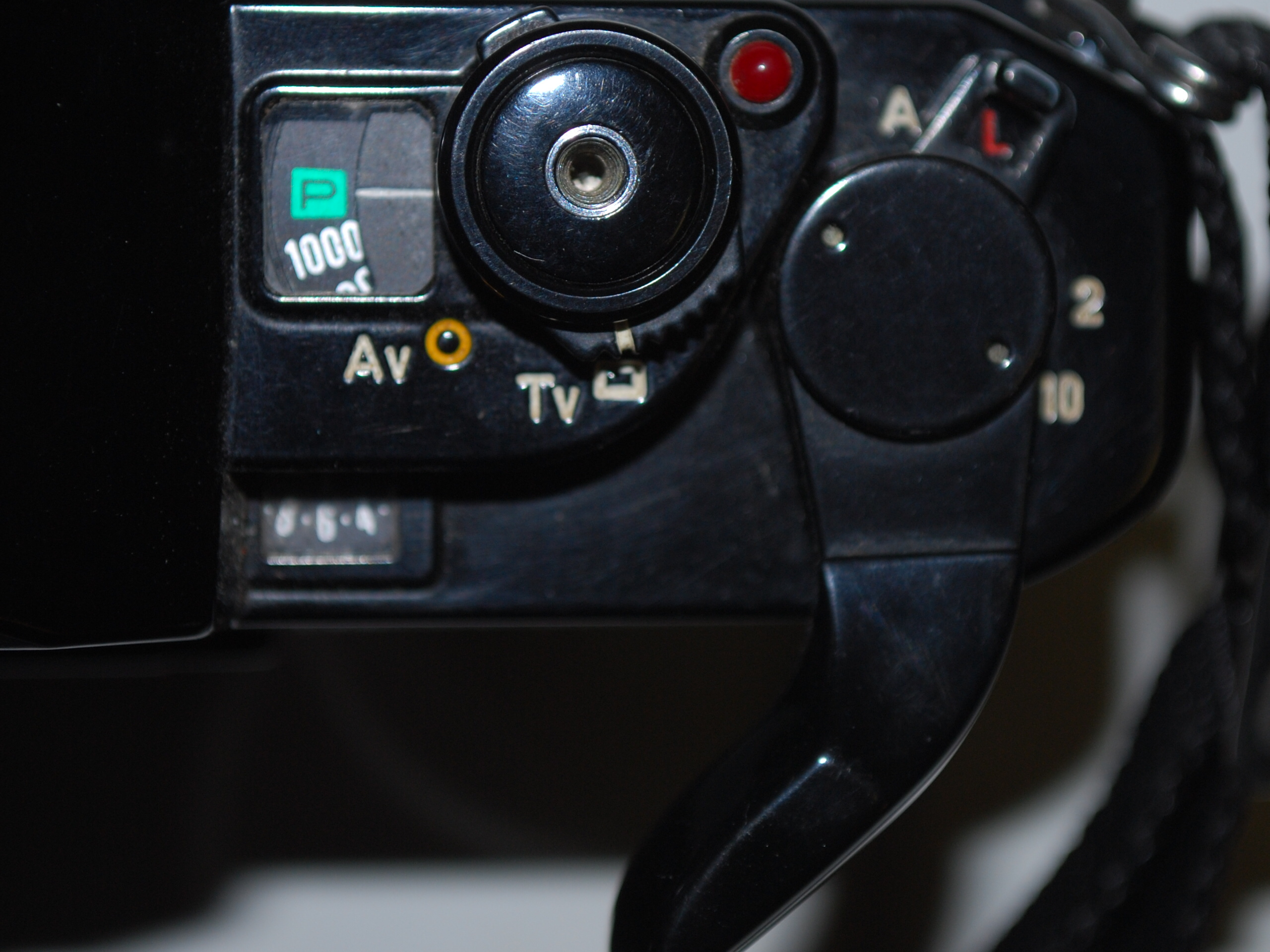
Canon A-1 réglé en mode Program
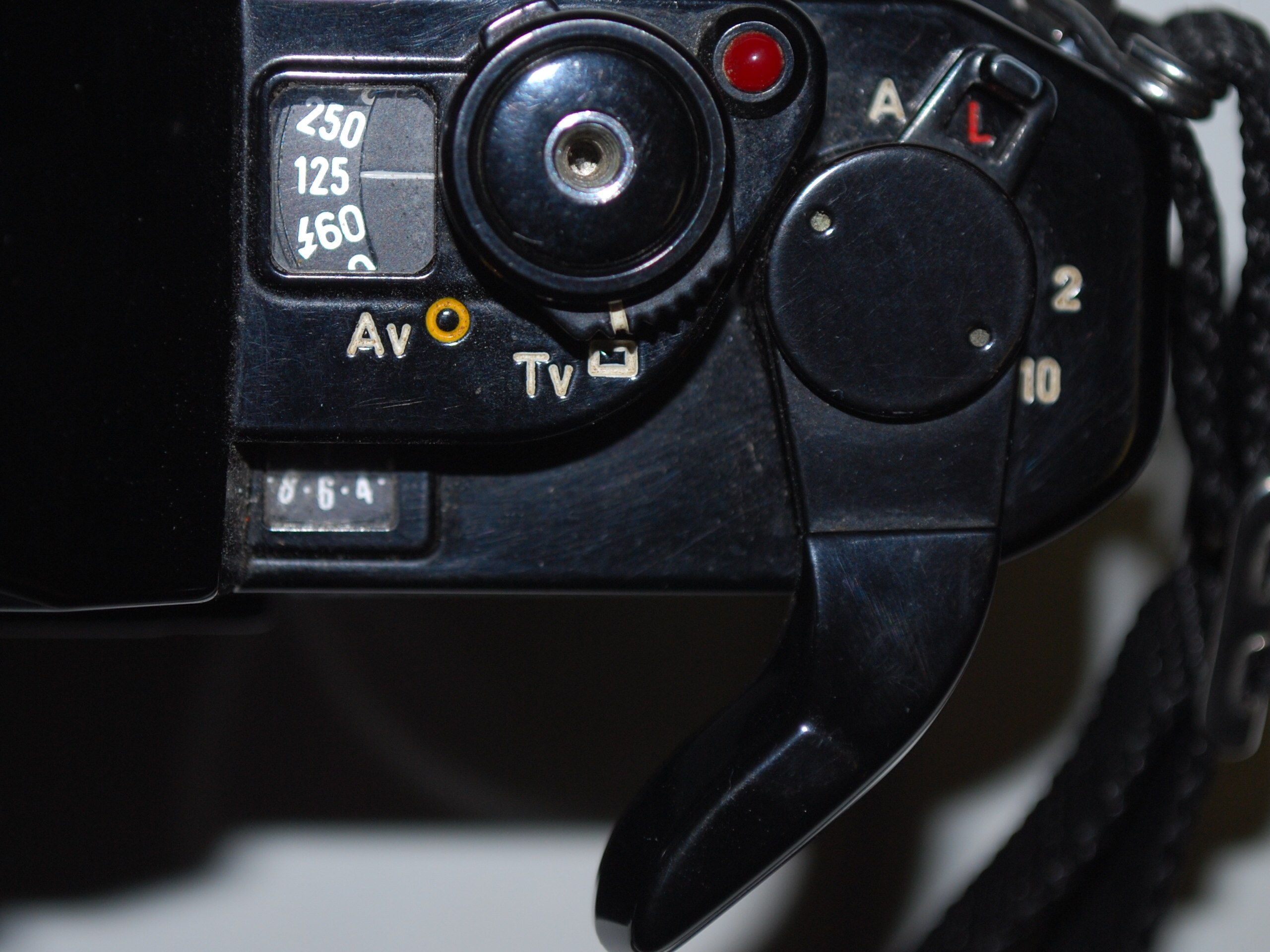
Canon A-1 réglé en mode Priorité à la vitesse ou en mode Manuel
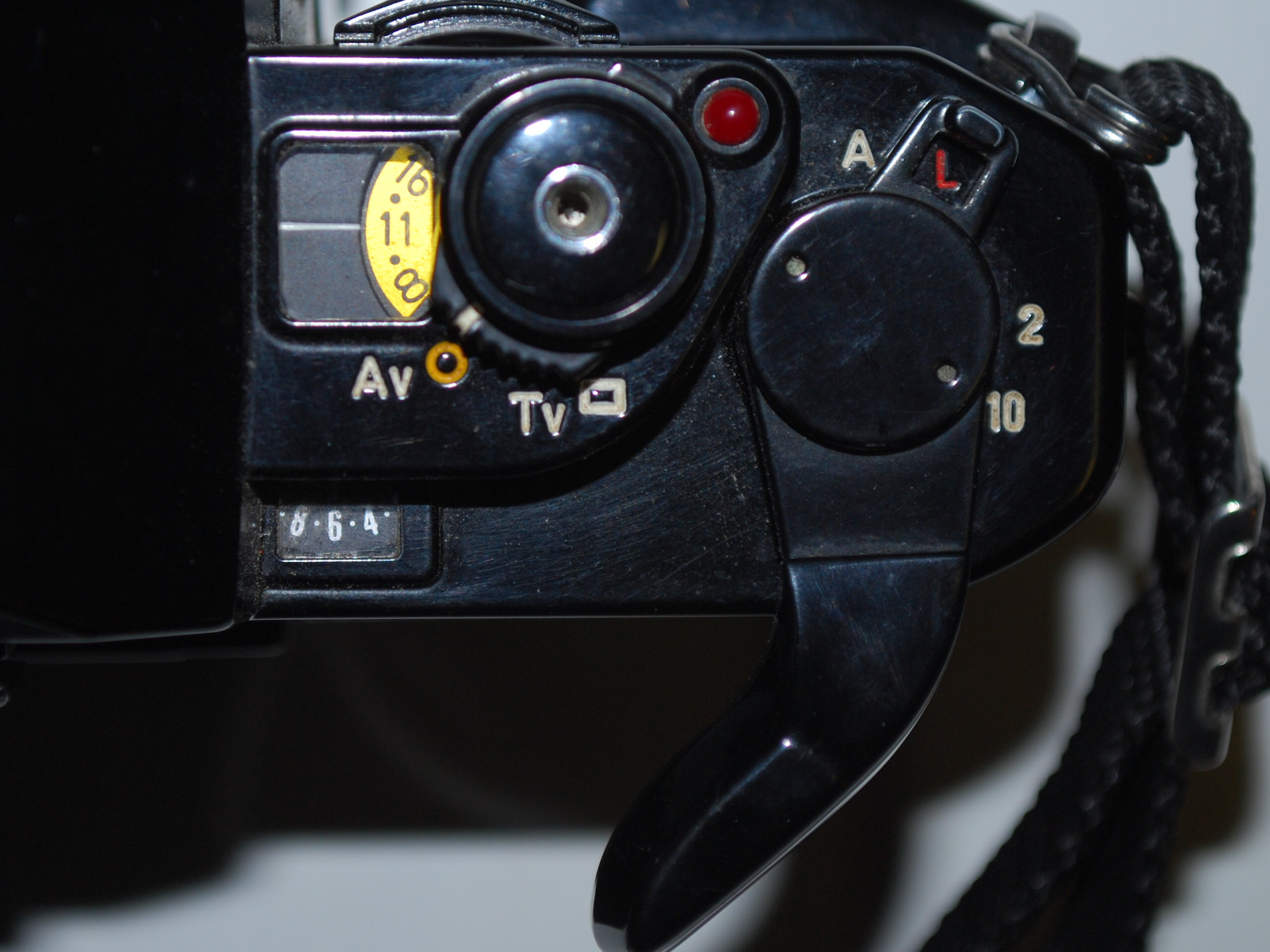
Canon A-1 réglé en mode Priorité à l'ouverture du diaphragme
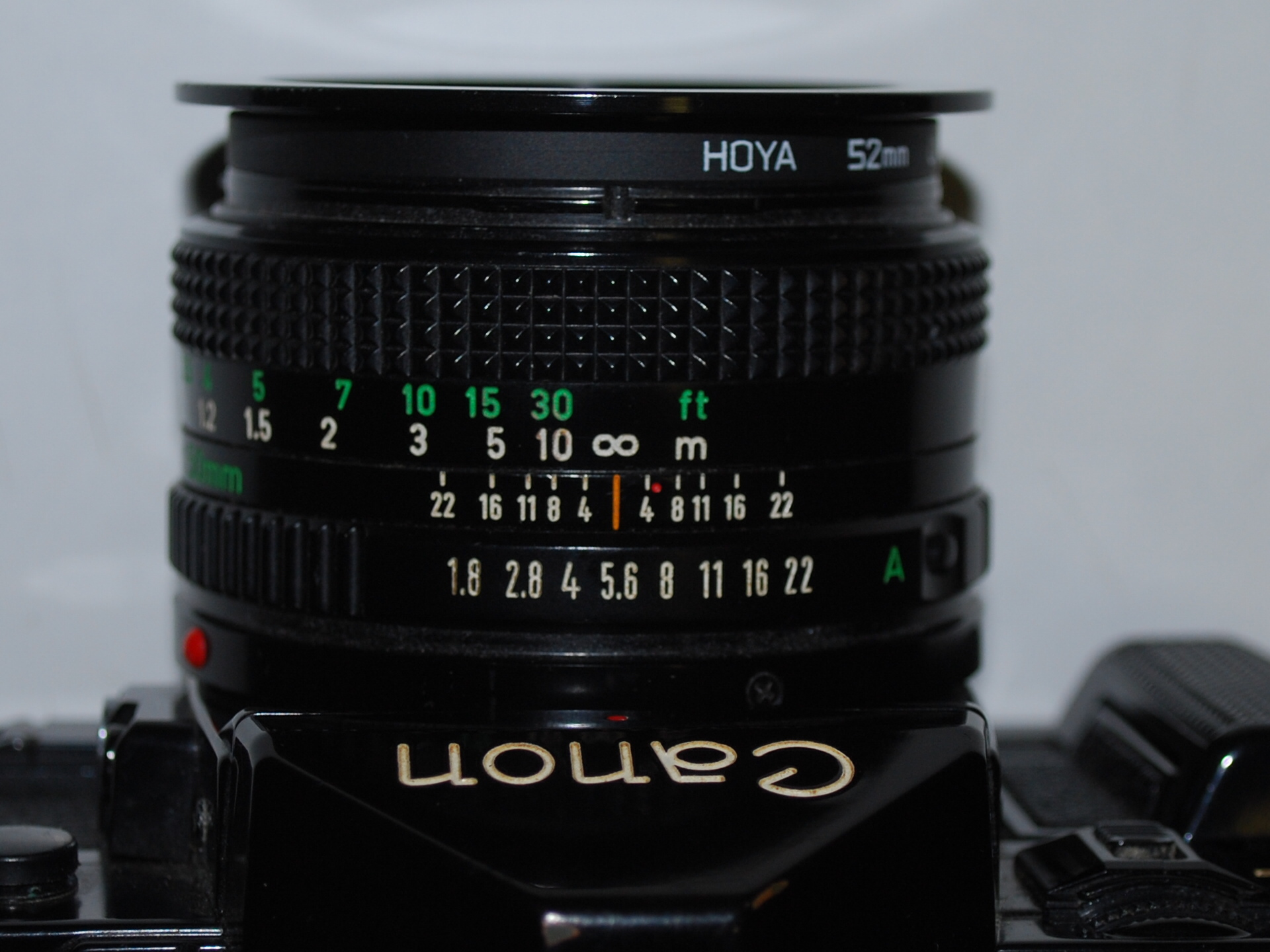
En mode Manuel, on choisit la valeur du diaphragme à l'aide de la bague de l'objectif
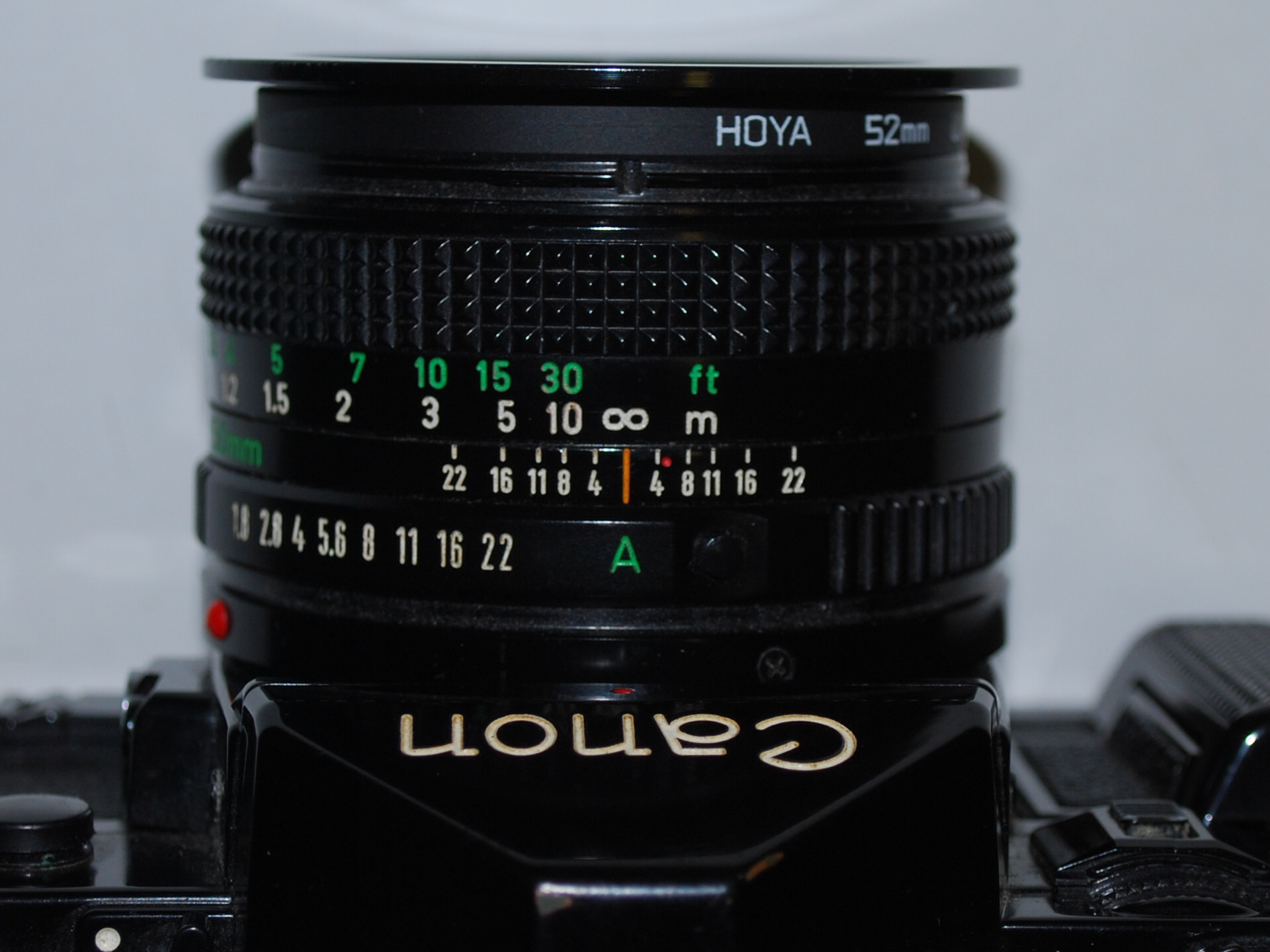
Pour les autres modes, la bague des diaphragmes de l'objectif doit être sur A
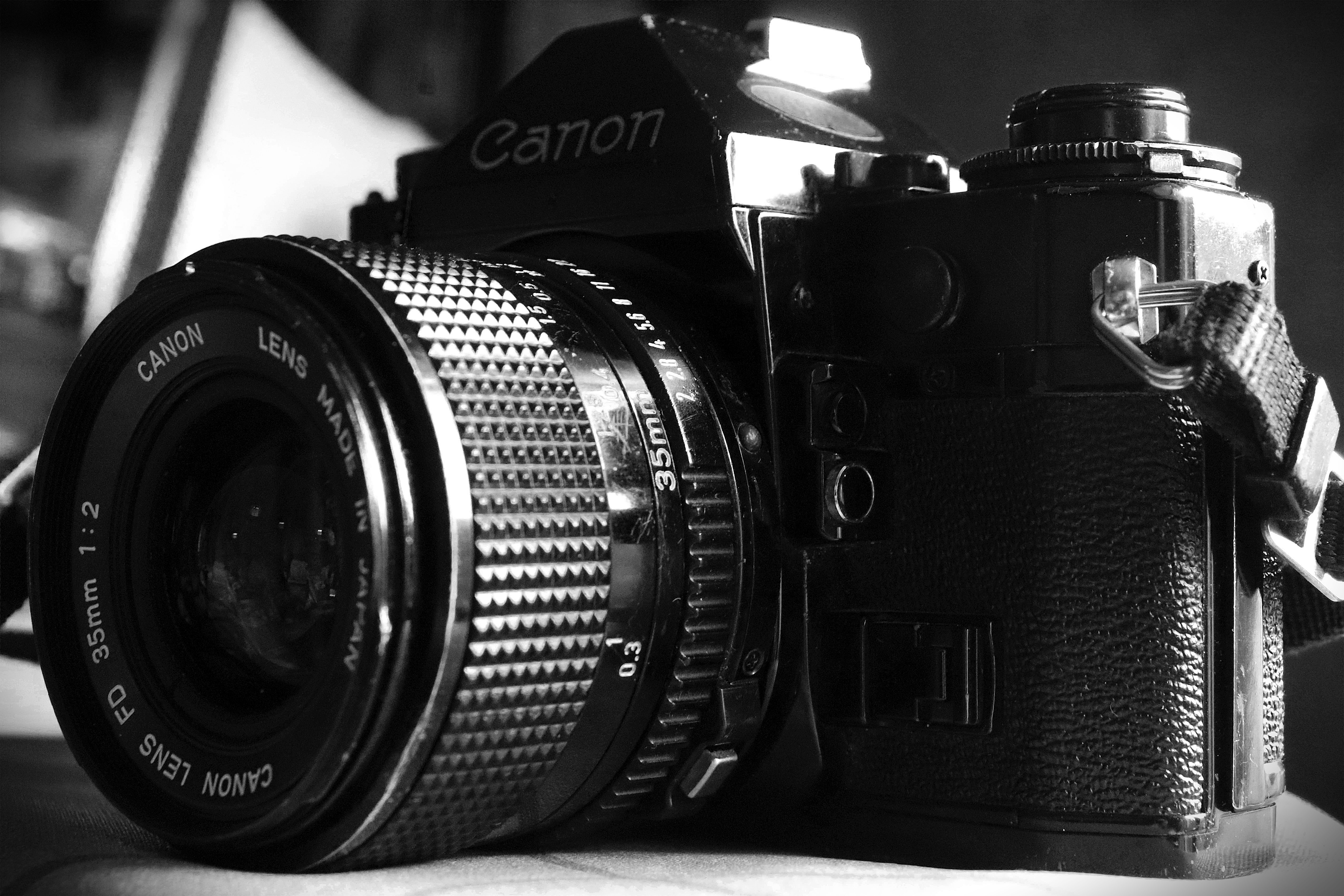
Vue du Canon A-1 trois quarts avant.
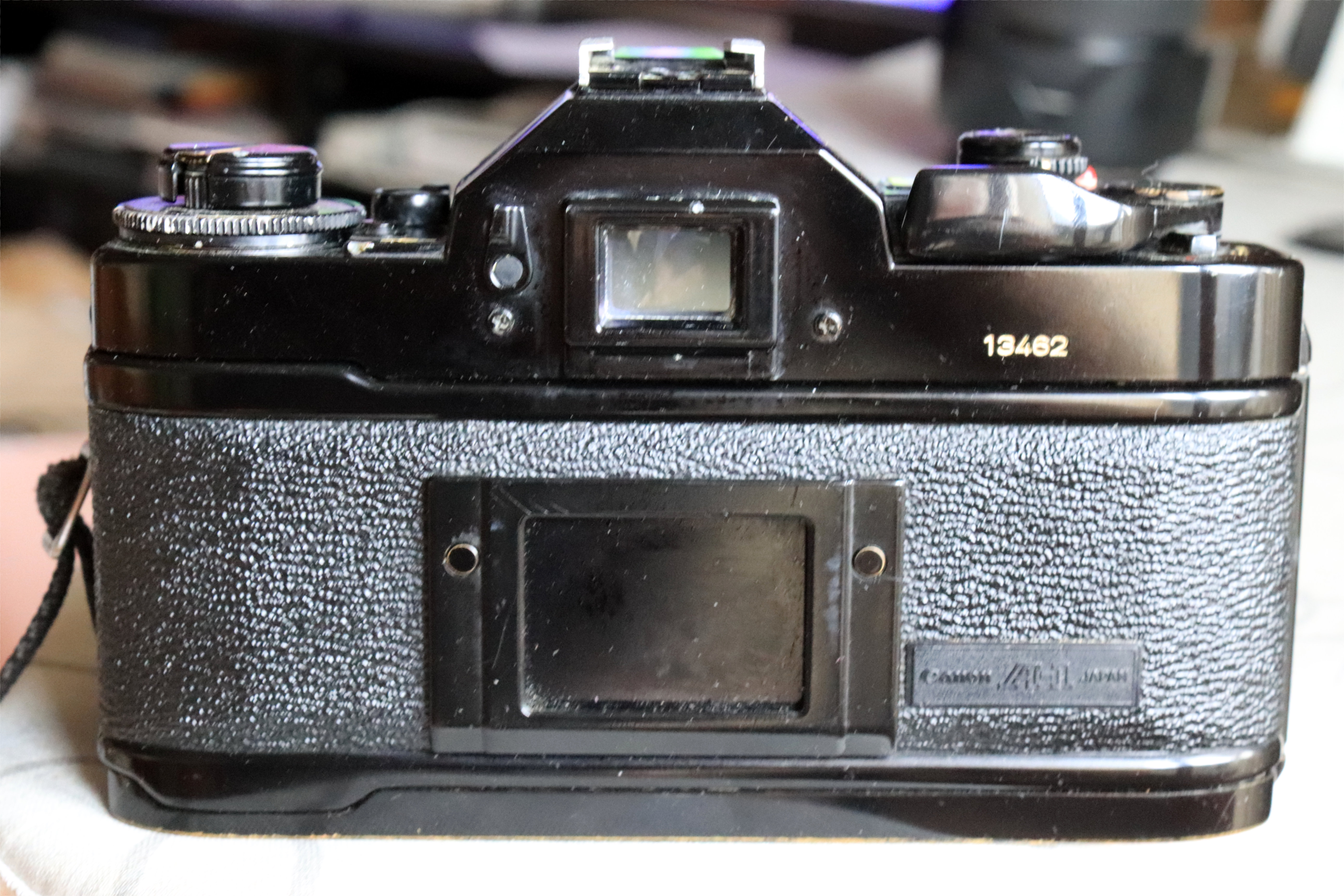
Vue arrière du Canon A-1 dont le dos est amovible (magasin de films grande capacité).
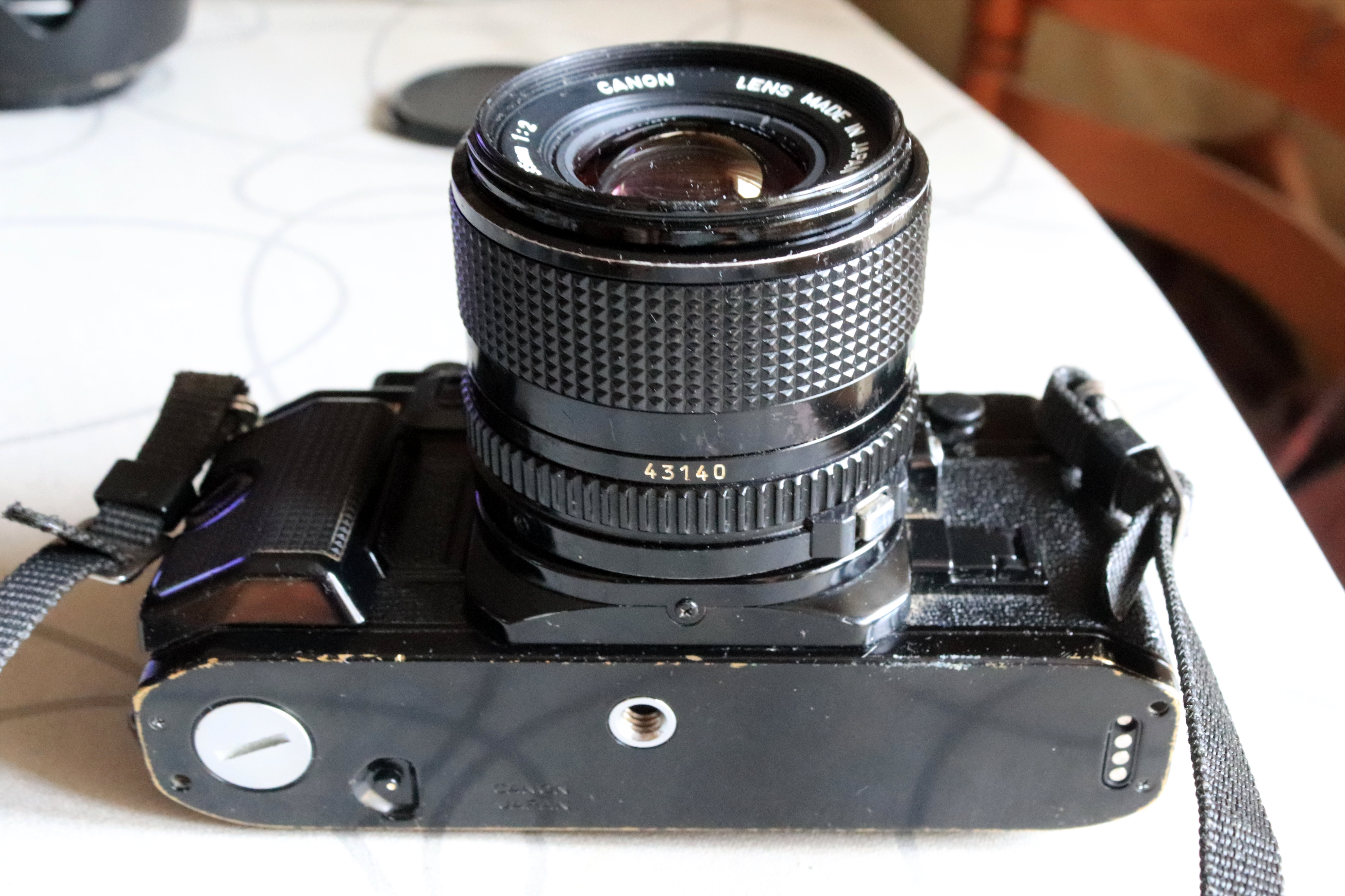
Vue du dessous du Canon A-1. Deux vis tiennent le capot, une pulvérisation d’huile dégrippante permet de ressusciter l’appareil.

### Autres caractéristiques de l'appareil

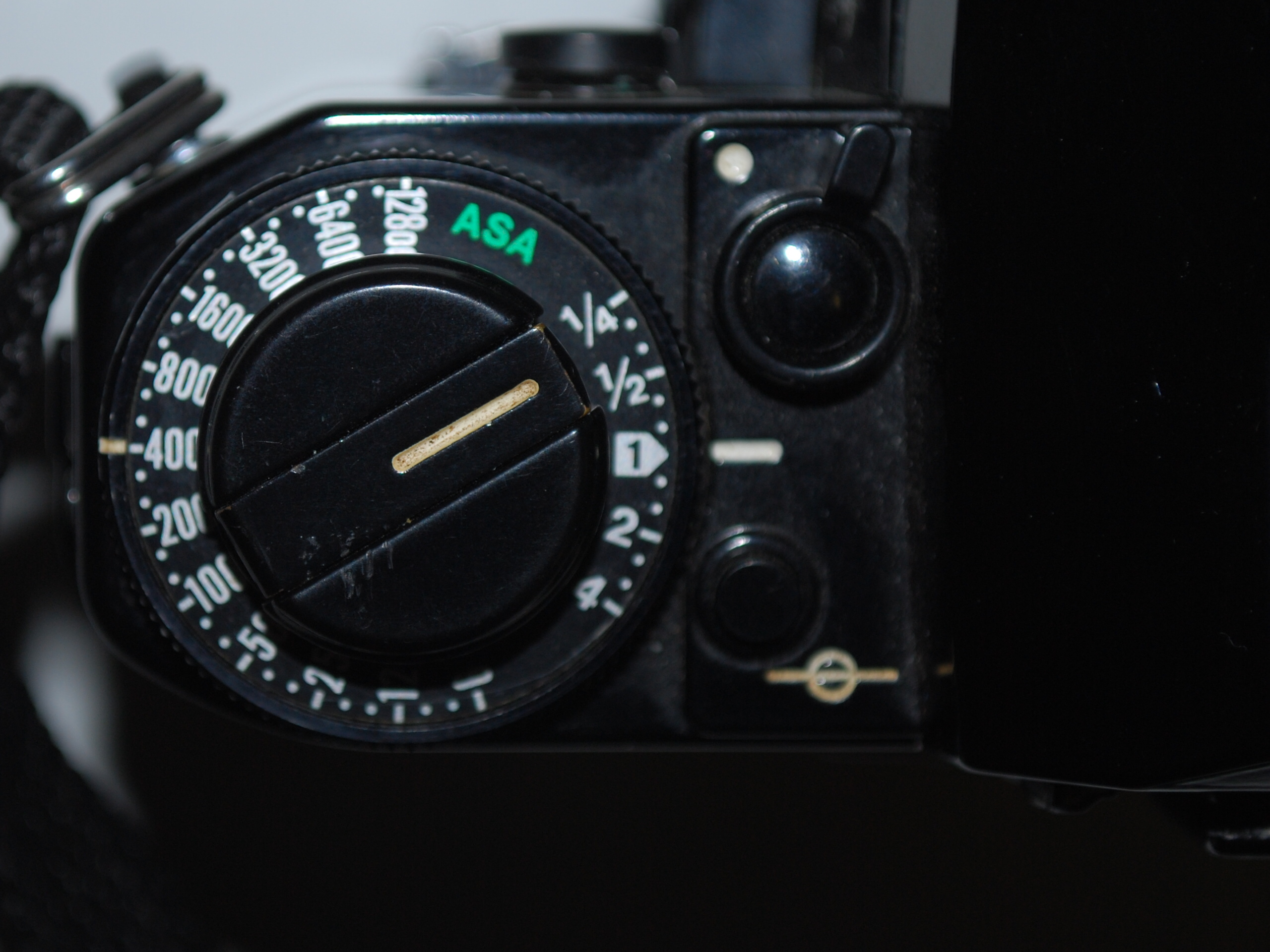
Levier de rebobinage ; choix de la sensibilité de la pellicule ; levier de suppression de l'affichage ; réglage de correction de l'exposition ; bouton testeur pour la pile

- Appareil argentique, il utilise des pellicules au format 35 mm (plus connu sous le nom 24 × 36) qui peuvent aller de 6 à 12 800 ASA.
- Il bénéficie d'un retardateur pouvant être réglé sur 2 s ou 10 s.
- Un filetage au niveau du bouton de déclenchement permet de fixer un déclencheur souple.
- Un levier permet le débrayage de l'avancement de la pellicule autorisant la surimpression de plusieurs clichés[6].
- La mise au point se fait à travers trois dispositifs[7] :
  - une couronne de microprismes ;
  - un télémètre à coïncidence ;
  - le dépoli même du viseur.
- Cellule intégrée. La mesure de la lumière est de type intégral à prédominance centrale[7].
- Un petit levier permet, si on le désire, de supprimer l'affichage des choix de vitesse et de diaphragme suggérés ou imposés (selon le mode choisi) par l'appareil[8].
- Un réglage permet de corriger ponctuellement l'exposition[9] :
  - 1/4 = sous-exposition de deux ouvertures ;
  - 1/2 = sous-exposition d’une ouverture ;
  - 1 = exposition normale ;
  - 2 = surexposition d’une ouverture ;
  - 4 = surexposition de deux ouvertures.
- L'appareil supporte également les objectifs de montures FL ou R[1], mais, dans ce cas-là, il ne pourra être utilisé qu'en mode manuel.
- Le viseur comporte un dispositif numérique en led rouge (alors que les appareils de cette gamme ne disposaient que d'une aiguille pour indiquer la vitesse ou l'ouverture).

### Les principaux accessoires
- Objectifs de monture FD.

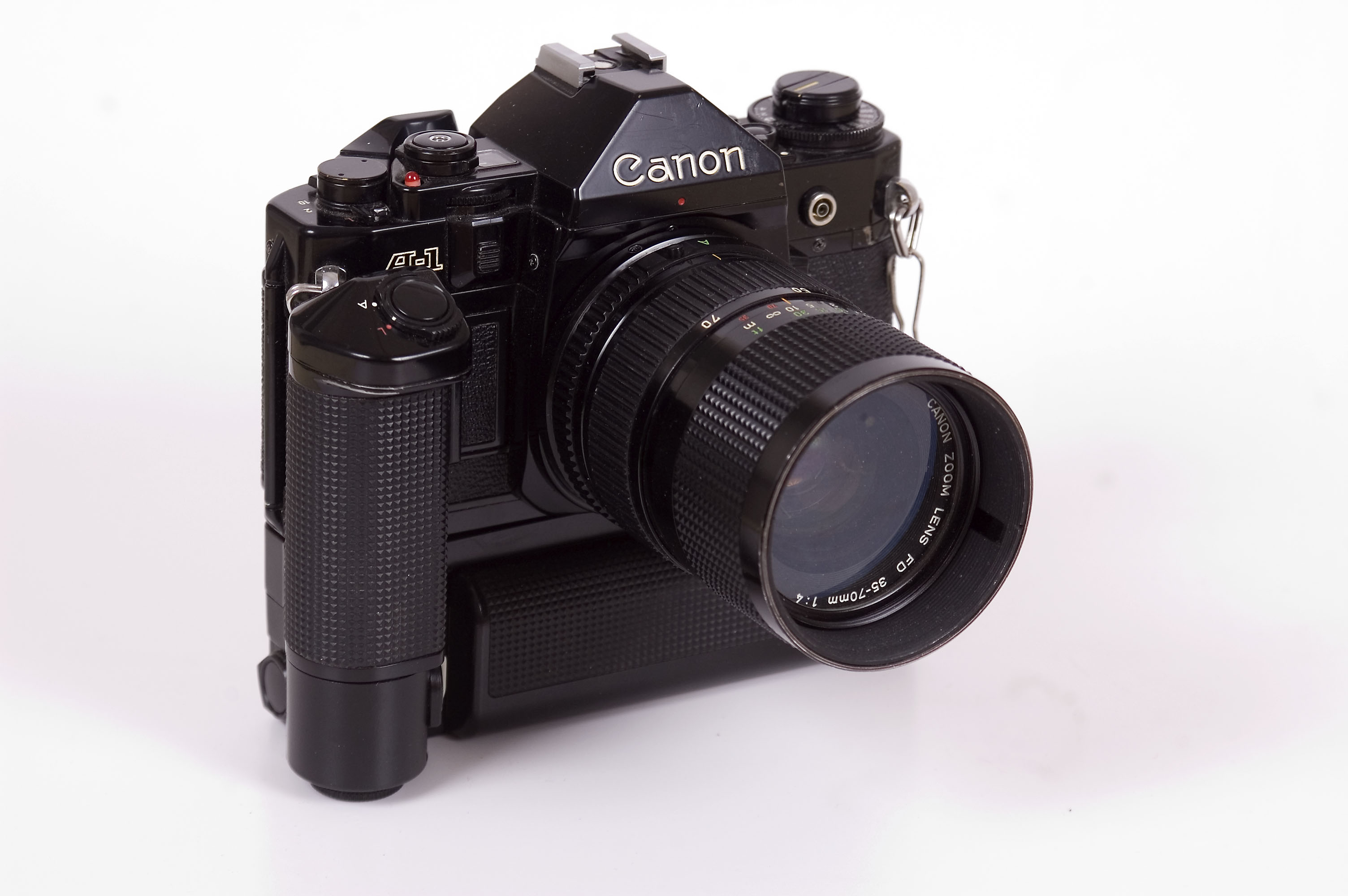
Canon A-1 équipé du moteur MA

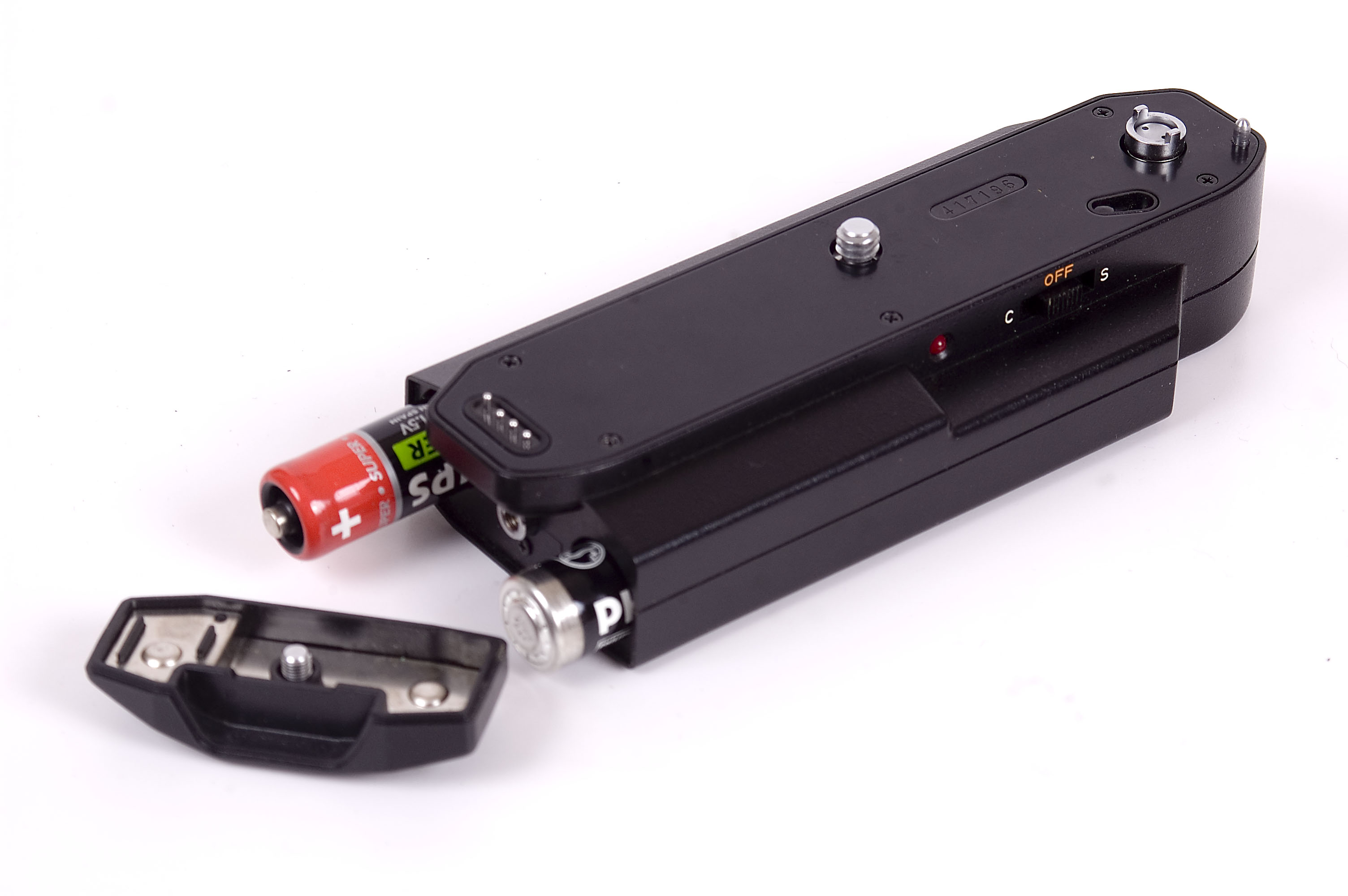
Moteur A2

- Flashs de la série Speedlite (modèles 155A, 177A, 188A ou 199A).
- Dos-dateur A.
- Moteurs A, A2 ou MA.
- Viseur d'angle A2 ou B.
- Loupe de mise au point S.
- 10 lentilles de correction dioptrique différentes.
- Œilleton 4S.